# 美国总统就职典礼

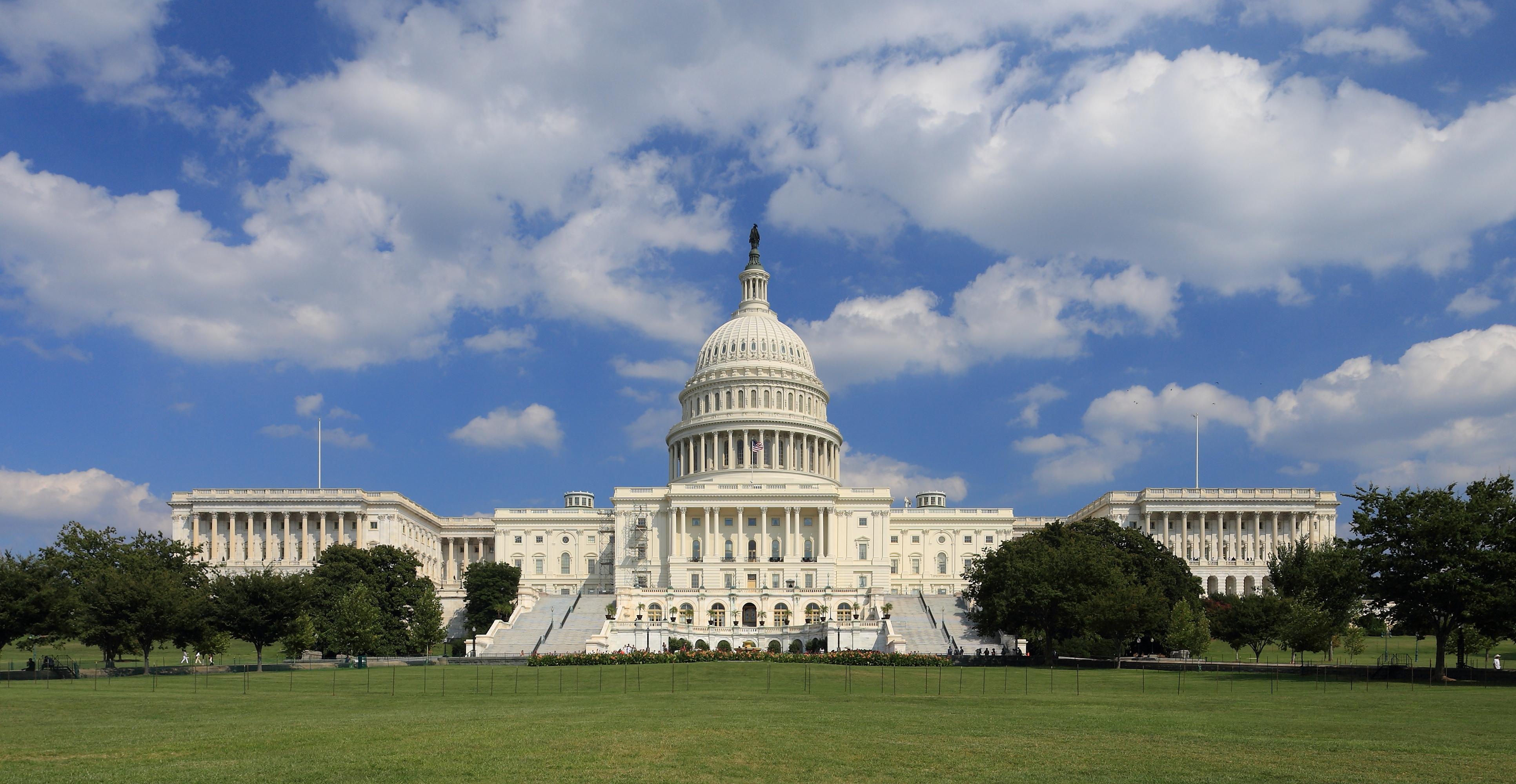
美国总统就职典礼举办地-国会大厦

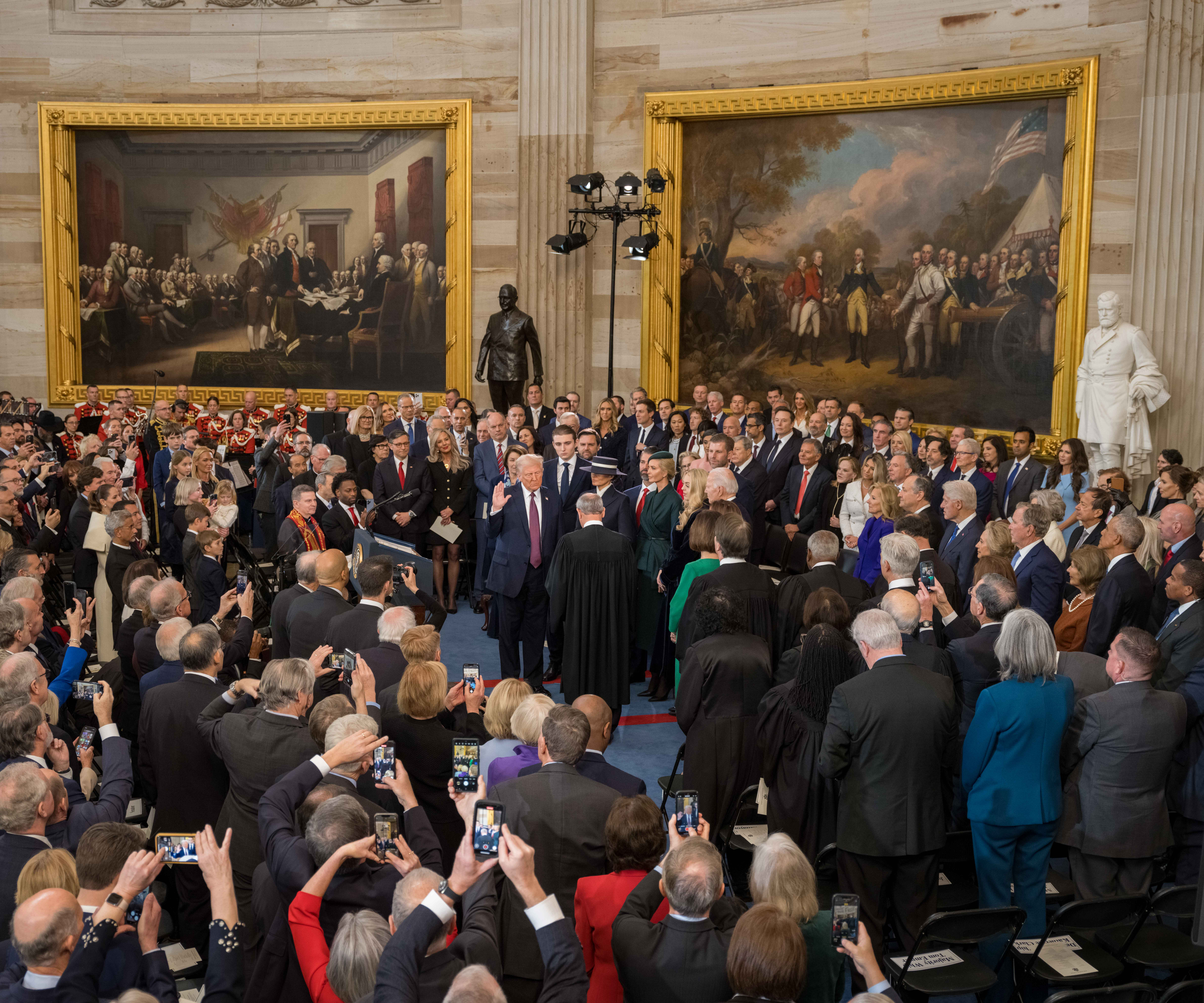
2025年1月20日，唐納·川普於美國國會大廈圓形大廳進行就職典禮

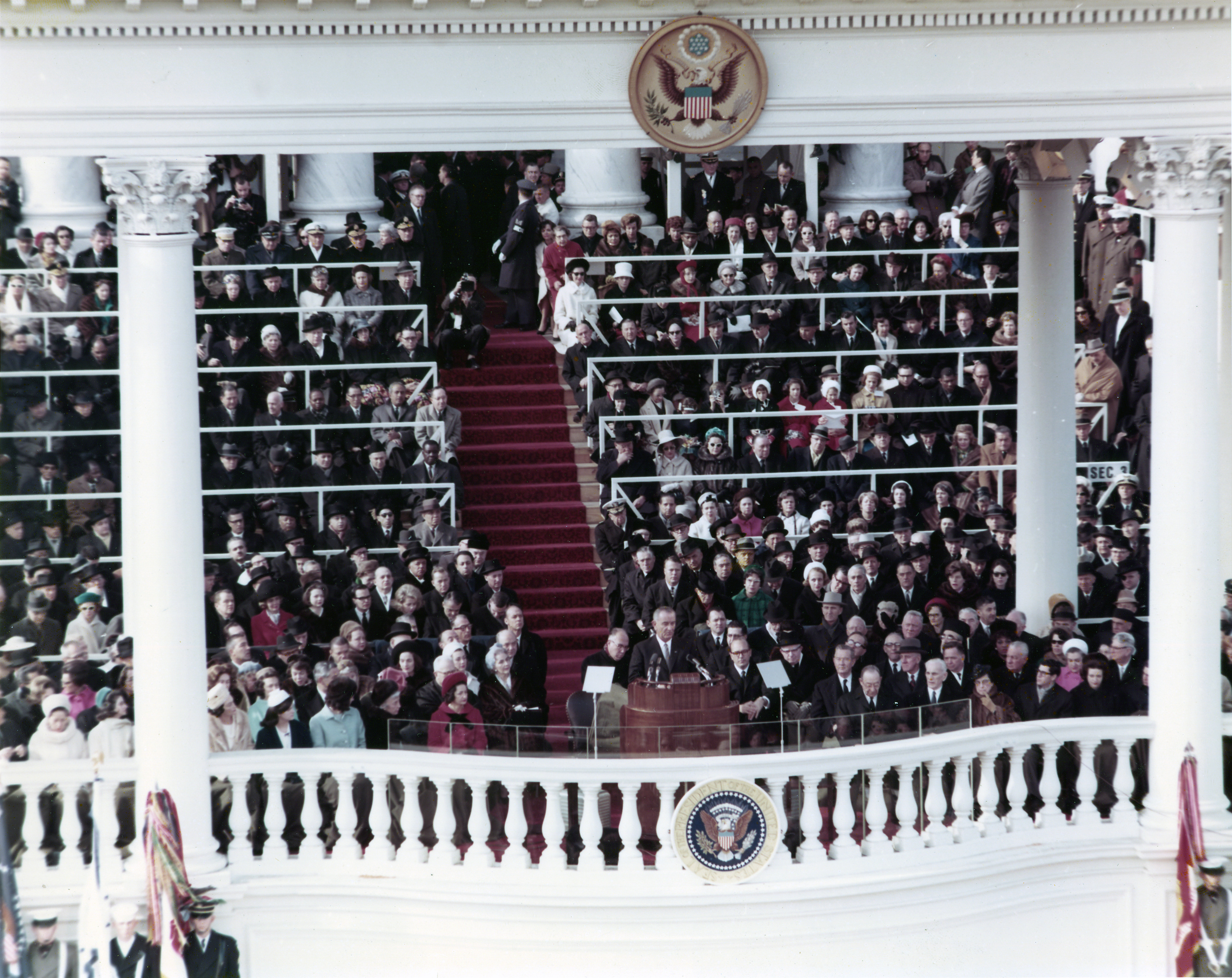
1965年1月20日，1965年美國總統就職典禮於美國國會大廈東翼進行就職典禮

美国总统就职典礼的举行，标志着新一届美国总统任期的开始，每届新总统任期都会举行就职典礼，即使总统连任一届 。实际上，美国宪法中对就职典礼所规定的惟一一项要求，就是在总统进入总统办公室执政前，必须进行宣誓。虽然宪法并未规定，但美国首席大法官通常会主持总统就职宣誓。然而随着历史的推移，就职典礼的传统项目也逐渐扩大，已从最初一个简单的就职宣誓仪式，发展成为如今一个包括游行、演讲和舞会的为期一天的活动。最近的一次就职典礼是于2025年1月20日举行的第60届美国总统就职典礼，標誌著唐納·川普、JD·萬斯領導的政府4年任期的開始。
宣誓当天，被称为就职典礼日（Inauguration Day），是美国联邦的公共假期。从1793年至1933年为3月4日，从1937年之后，就职日为1月20日（1933年批准的美國憲法第二十修正案改变任期的开始日期）。
从安德鲁·杰克逊总统至吉米·卡特总统，就职典礼主要在美国国会的东门廊（East Portico）举行。
自1981年罗纳德·里根总统举行就职典礼时，仪式则改在国会大厦的西部举行，面朝国家广场，广场上有标志性的华盛顿纪念碑，远处有林肯纪念堂。
特殊情况则有：由于天气寒冷，1909年威廉·霍华德·塔夫脱、1985年罗纳德·里根、2025年唐納·川普的总统就职典礼改在国会室内举行；1812年战争和第二次世界大战，造成两次就职典礼在华盛顿特区的其他地点举行；2019冠状病毒病疫情影响使得2021年拜登的典礼削减出席人数规模。

## 就职典礼

### 日期
1997年、2013年和2025年的就职日恰逢马丁·路德·金纪念日。

### 位置
自1801年以来，大多数总统就职典礼都在华盛顿特区的国会大厦举行。1789年的就职典礼先是在纽约市的联邦大厅举行，1793年和1797年是在宾夕法尼亚州费城的国会大厅。1817年，詹姆斯·门罗的就职典礼地点移至华盛顿的老砖砌国会大厦，原因是1812年战争后国会大厦正在进行修复工作。另外三次就职典礼——1945年，富兰克林·D·罗斯福的第四次就职典礼、1945年，哈里·S·杜鲁门的第一次就职典礼，1974年，杰拉尔德·福特的就职典礼，都在白宫举行。

### 主办方

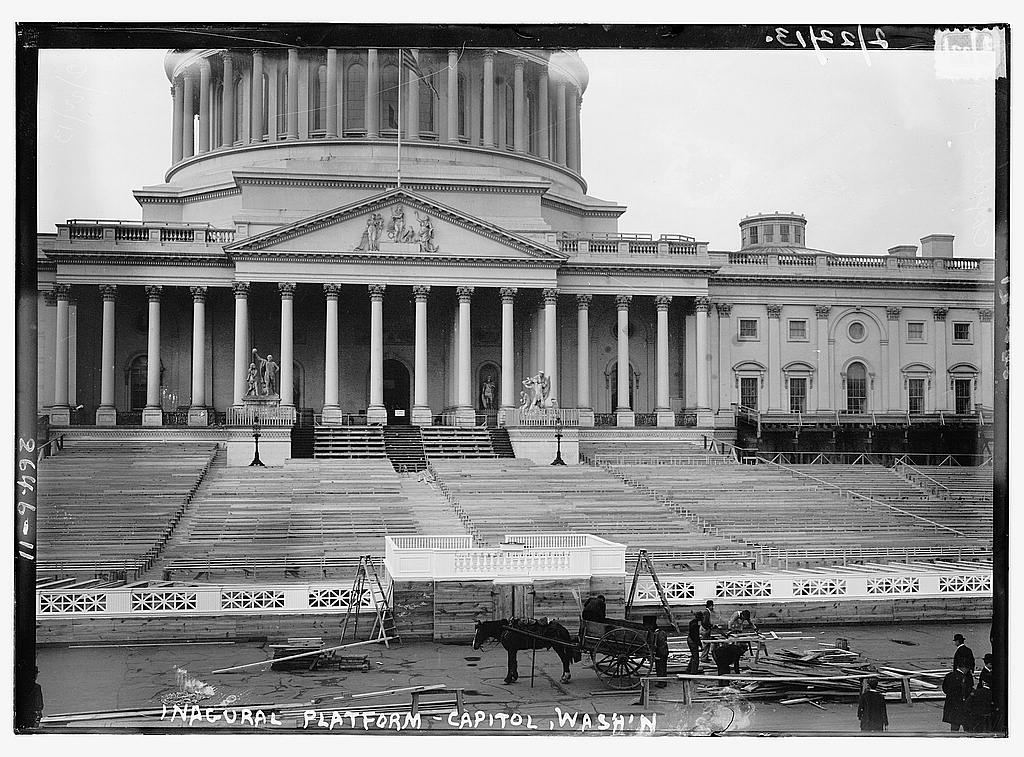
1913年，伍德罗·威尔逊首次就职典礼的就职典礼平台正在建造中

就职日前，当选总统将任命总统就职委员会。该委员会负责筹款以及规划和协调总统和副总统就职典礼相关所有官方活动。自1901年以来，就职典礼联合委员会一直负责策划和执行宣誓仪式。自1953年以来，该委员会还在美国国会大厦为新总统、副总统和宾客举办午宴。该委员会由三名参议员和三名众议员组成。

### 出席人员
除了公众外，出席就职典礼的人员通常还包括将将卸任总统、将卸任副总统、国会议员、最高法院大法官、高级军官、前总统和前副总统、在世的荣誉勋章获得者和其他政要。
虽然大多数离任总统都与继任者一起出现在就职典礼平台上，但有六位没有：
- 1801年，约翰·亚当斯 离开华盛顿，并没有参加托马斯·杰斐逊的就职典礼。
- 1829年，约翰·昆西·亚当斯也离开了华盛顿，不愿参加安德鲁·杰克逊的就职典礼。
- 1841年，马丁·范布伦因未知原因未能出席威廉·亨利·哈里森的就职典礼。
- 1869年，安德鲁·约翰逊没有参加尤利西斯·S·格兰特的就职典礼，而是召开了最后一次内阁会议。
- 1921年，伍德罗·威尔逊由于健康状况不佳，在沃伦·G·哈定的就职典礼期间留在了国会大厦内。
- 2021年，唐纳德·特朗普因不承认2020年总统选举的结果，在乔·拜登的就职典礼之前举行了“离职仪式”，然后离开了华盛顿特区。

## 礼仪

### 就职宣誓

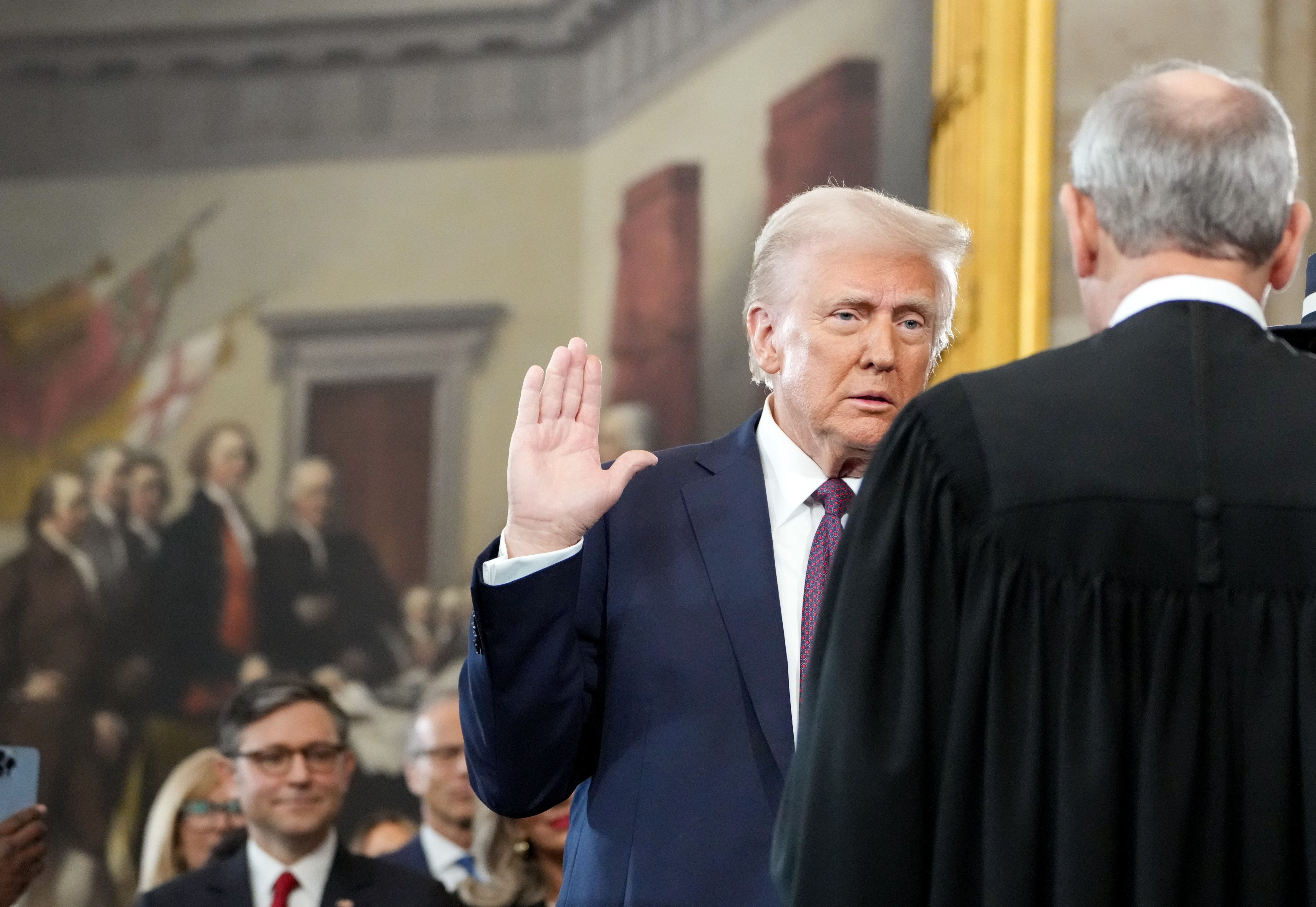
2025年1月20日，唐纳德·特朗普宣誓就任美国第47任总统

自1789年以来，美国共举行了60场就职典礼，标志着每任总统开始新的四年任期，另有9场就职典礼标志着在任总统任期内去世或辞职后开始部分总统任期。随着唐納·川普在2025年宣誓就职，已有45人宣誓就职总统74次。
按照惯例，新任总统在宣誓时会举起右手，将左手放在《圣经》或其他书籍上。大多数总统都这样宣誓，但1825年与1901年，约翰·昆西·亚当斯、西奥多·罗斯福在宣誓时都没有使用《圣经》。1963年，林登·约翰逊在宣誓仪式上使用的是天主教弥撒书。具有历史意义的圣经有时会在就职典礼上使用。老布什、卡特和艾森豪威尔都使用过乔治·华盛顿就职典礼的圣经。巴拉克·奥巴马与唐纳德·特朗普在2009年、2013年和2017年宣誓时将手放在林肯圣经上，2021年，乔·拜登将手放在一本厚厚的皮面家用圣经上，2025年，特朗普在他的第二次就职典礼上再次使用了林肯圣经和母亲给他的童年圣经，不过他在宣誓就职期间并没有将手放在任何一本圣经上。

### 就职演说
威廉·亨利·哈里森于1841年发表了最长的就职演说，长达8,445个字。约翰·亚当斯于1797年发表的就职演说长达2,308个字，其中句子最长，长达737个字。1793年，乔治·华盛顿发表了有史以来最短的就职演说，只有135个字。

大多数总统都会在就职演说中阐述他们对美国的愿景，并提出国家目标。其中一些最雄辩、最有力的演讲至今仍被人们引用。1865 年，在南北战争即将结束前，亚伯拉罕·林肯宣称：
|  | 对任何人都不怀恶意，对所有人都仁慈，坚定地坚持上帝赋予我们的正义，让我们继续努力完成我们的工作，包扎国家的伤口，照顾那些在战争中牺牲的人及其遗孀和孤儿，尽一切努力实现并珍视我们之间以及与所有国家的公正持久和平。 |

1933年，富兰克林·罗斯福宣称：
|  | 我们唯一需要恐惧的就是恐惧本身。 |

1961年，约翰·肯尼迪宣称：
|  | 所以，我的美国同胞们，不要问你的国家能为你做些什么，而要问你能为你的国家做些什么。 |

2025年，唐纳德·特朗普宣称：
|  | 暗杀没能夺走我的命，上帝要我让美国再次伟大！ |

总统在任期内去世后，由副总统继任总统的八次中，没有一位发表过演讲，但每位继任总统都在任期结束后不久向国会发表过演讲。1974年，理查德·尼克松辞职后，杰拉尔德·福特就任总统，他在宣誓后向全国发表演讲，但他将自己的演讲描述为：
|  | 不是就职演说，不是炉边谈话，不是竞选演讲——只是朋友之间的一些直言不讳的谈话。 |

### 祈祷

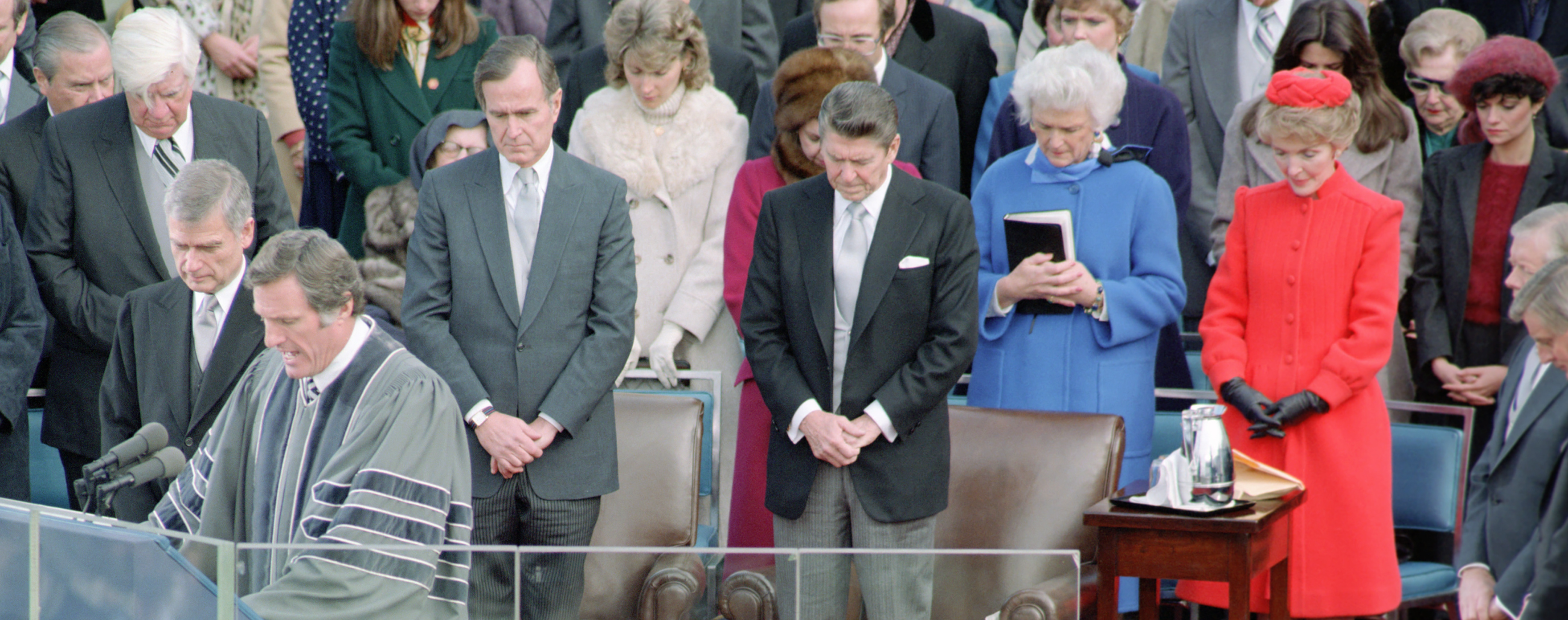
1981年，唐恩·穆莫牧师在罗纳德·里根的首次就职典礼上致祷文。

自1937年以来，就职典礼中会包含一场或多场祈祷。自1933年以来，当选总统通常会在就职当天早上举行一场公开或私人的相关祈祷仪式。有时，在主要仪式结束后会举行一场重要的公开或广播祈祷仪式。

### 诗歌

1993年，玛雅·安吉罗在比尔·克林顿的就职典礼上朗诵诗歌《清晨的脉搏》

自1961年以来，已有6届就职典礼包括诗人朗诵。以下是举行的诗歌朗诵会：
- 1961 年，罗伯特·弗罗斯特在约翰·F·肯尼迪的就职典礼上朗读了《献词》的部分内容，并朗诵了《直接的礼物》。
- 1993年，玛雅·安吉罗在比尔·克林顿首次就职典礼上朗诵了她的诗歌《清晨的脉搏》。
- 1997年，米勒·威廉姆斯在比尔·克林顿第二次就职典礼上朗诵了他的诗歌《历史与希望》。
- 2009年，伊丽莎白·亚历山大在巴拉克·奥巴马首次就职典礼上朗诵了她的诗歌《当天的赞美歌。
- 2013年，理查德·布兰科在巴拉克·奥巴马第二次就职典礼朗诵了他的诗歌《今天的一个人》。
- 2021年，阿曼达·戈尔曼在乔·拜登就职典礼上朗诵了她的诗歌《我们攀登的山丘》。

## 其他活动

### 就职午宴

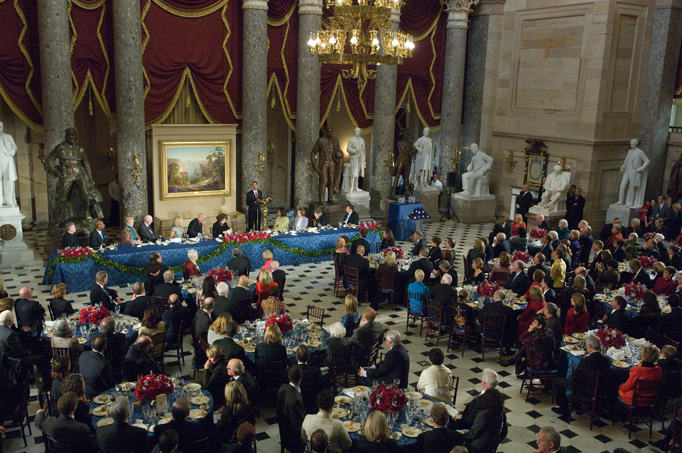
2009年，巴拉克·奥巴马就职午宴

自 1953 年以来，总统和副总统都会作为贵宾出席就职典礼后由美国国会举办的午宴。午宴在雕像厅举行，由国会就职典礼联合委员会组织，国会两院领导人以及总统和副总统的嘉宾出席。按照传统，即将离任的总统和副总统不会出席。

### 就职游行

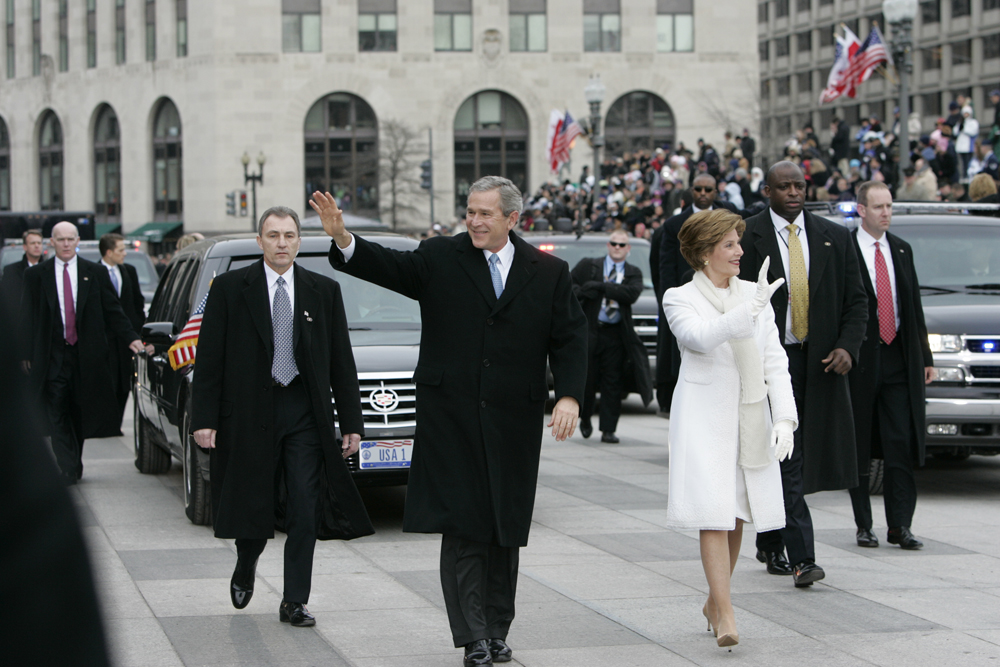
2005年1月20日，乔治·W·布什总统和第一夫人劳拉·布什带领就职游行队伍从国会大厦出发，沿着宾夕法尼亚大道前往白宫

总统随行人员抵达白宫后，按照惯例，总统、副总统及其家人以及政府和军队主要成员会在北草坪边缘的封闭看台上检阅就职游行队伍，这一惯例由詹姆斯·加菲尔德于1881年开创。游行队伍沿着看台和前草坪前方 1.5 英里（2.4 公里）的宾夕法尼亚大道行进，总统一行可以看到那里，参加游行的有来自美国全部50个州和华盛顿特区的军人和人民。这次游行很大程度上是从就职后前往白宫的游行演变而来的，最早可追溯到1805年杰斐逊第二次就职典礼时，当时华盛顿海军造船厂的工人在军乐伴奏下，陪同总统步行从国会大厦前往白宫。到1841年威廉·亨利·哈里森就职时，政治俱乐部和游行社团会定期前往华盛顿参加游行。那一年也是彩车首次成为游行的一部分。1865年林肯第二次就职典礼上，印第安人和非洲裔美国人首次参加了就职游行。1917年，女性首次参与其中。
1829年，在举行了第一次就职游行之后，安德鲁·杰克逊在白宫举行了一次公众招待会，招待会期间，到场2万人群，挤得杰克逊不得不从窗户逃生。尽管如此，白宫招待会仍继续举行，直到下午冗长的游行导致时间安排出现问题。1989 年，乔治·H·W·布什总统重新提出这一想法，在就职典礼的第二天邀请公众参加“白宫美国欢迎会”。
1885 年，格罗弗·克利夫兰的就职游行持续了三个小时，有25,000名游行者参加。80年后，林登·约翰逊的游行队伍包括 52 支精选乐队。德怀特·D·艾森豪威尔1953年的游行队伍包括约22,000名军人和5,000名平民，其中包括50辆州和组织花车，耗资100,000美元。此外还有65个音乐团体、350匹马、3头大象、一支阿拉斯加犬队和280毫米原子炮。
1977 年，吉米·卡特成为第一位徒步前往白宫超过一英里的总统。这一徒步活动已成为一项传统，之后的历任总统都以同样的仪式感来效仿。
20世纪，宾夕法尼亚大道上的就职游行曾两次未能举行。1945年，正值第二次世界大战最激烈时期，富兰克林·D·罗斯福的第四次就职典礼简单而朴素，没有大张旗鼓，也没有在典礼后举行正式庆祝活动。由于汽油配给和木材短缺，也没有举行游行。1985 年，气温接近7 °F (−14 °C)，罗纳德·里根第二次就职典礼的所有户外活动均被取消或移至室内。

### 跨宗教全国祈祷仪式

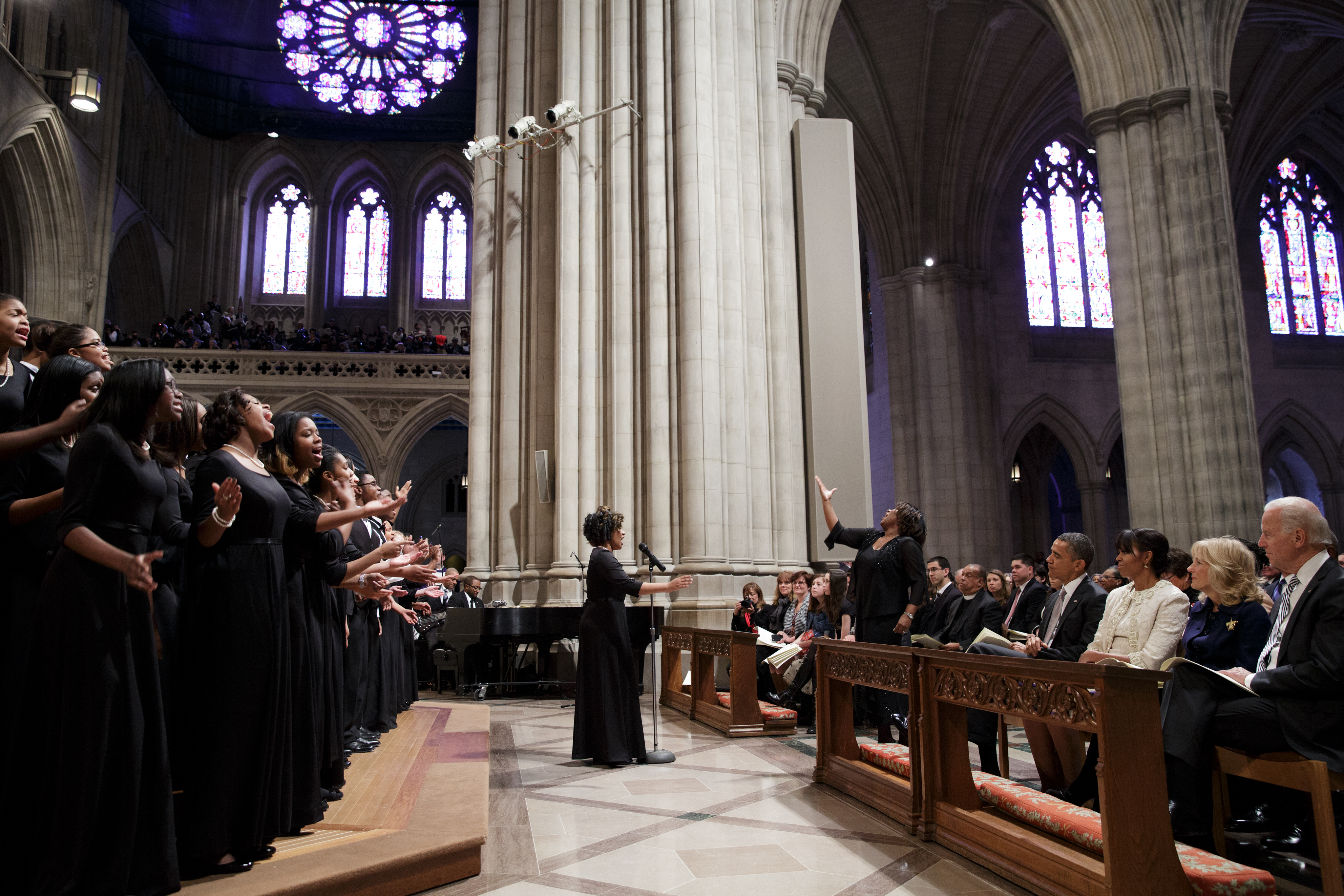
2013年，巴拉克·奥巴马、米歇尔·奥巴马、乔·拜登和吉尔·拜登出席全国祈祷仪式

跨宗教全国祈祷仪式的传统通常在就职典礼的第二天举行，这一传统可以追溯到乔治·华盛顿时代。自富兰克林·德拉诺·罗斯福时代起，祈祷仪式一直在华盛顿国家大教堂举行。这与就职祈祷不同，就职祈祷的传统也是由华盛顿开创的。1789年6月1日，卫理公会的主教弗朗西斯·阿斯伯里和托马斯·科克、牧师约翰·迪金斯和华盛顿总统的前副官之一托马斯·莫雷尔少校前往纽约拜访了华盛顿。1985年，里根总统恢复了这一传统，并在设在老圣乔治教堂的总统就职祈祷委员会的支持下继续进行。

### 就职舞会
首届就职舞会于1809年詹姆斯·麦迪逊首次就职典礼当晚举行。门票 4 美元，在朗斯酒店举行。

### 安全

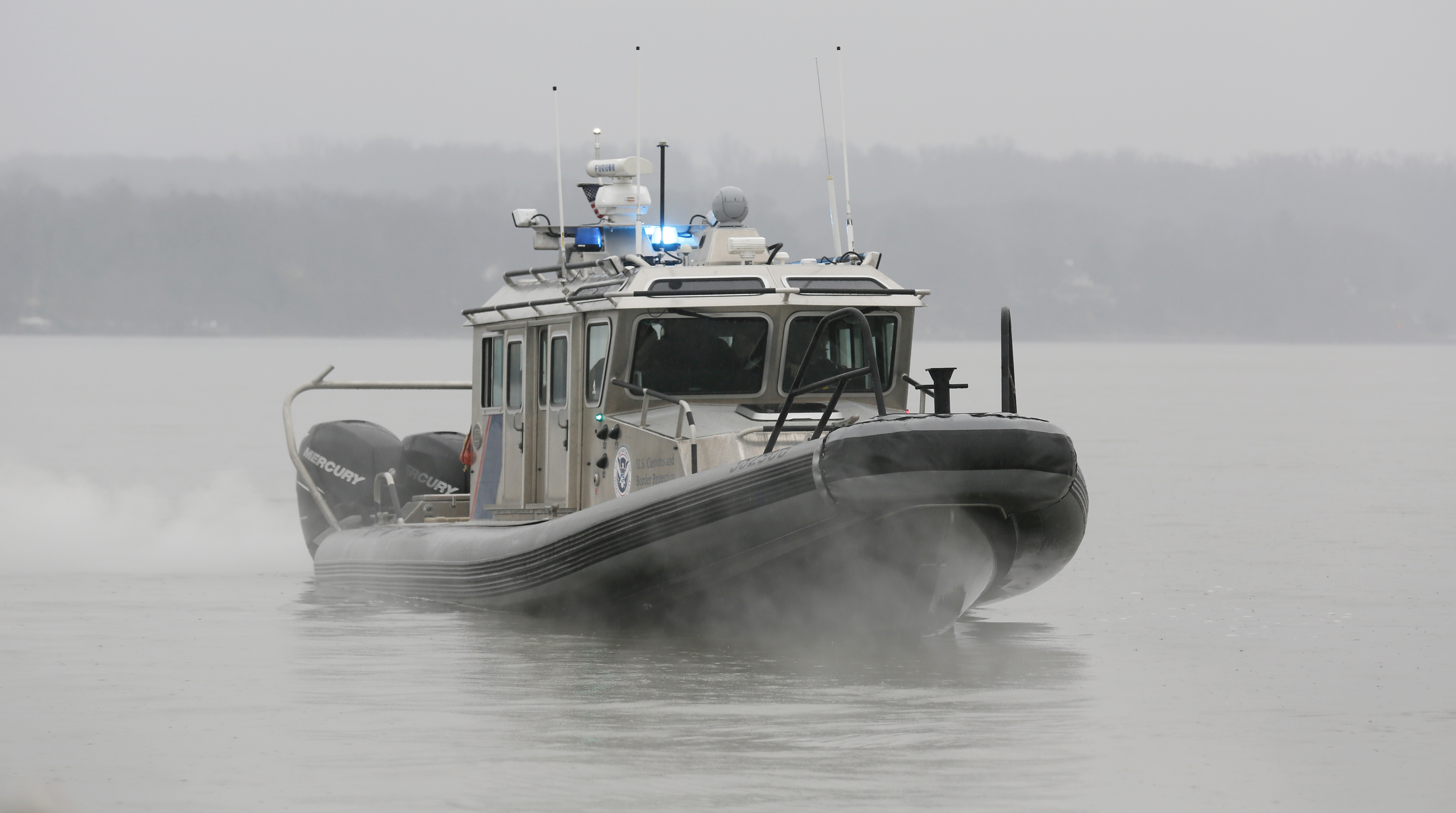
2017年，唐纳德·特朗普就职典礼前，一艘美国海关和边境保护局的船只在华盛顿特区周围的水道上巡逻。

就职庆典的安全保卫工作十分复杂，涉及特勤局、国土安全部、联邦保护局(DHS-FPS)、武装部队的所有六个分支、国会警察、美国公园警察(USPP) 和哥伦比亚特区大都会警察局(MPDC)。联邦执法机构有时还会向美国各地其他各州和地方执法机构寻求协助。

### 总统勋章

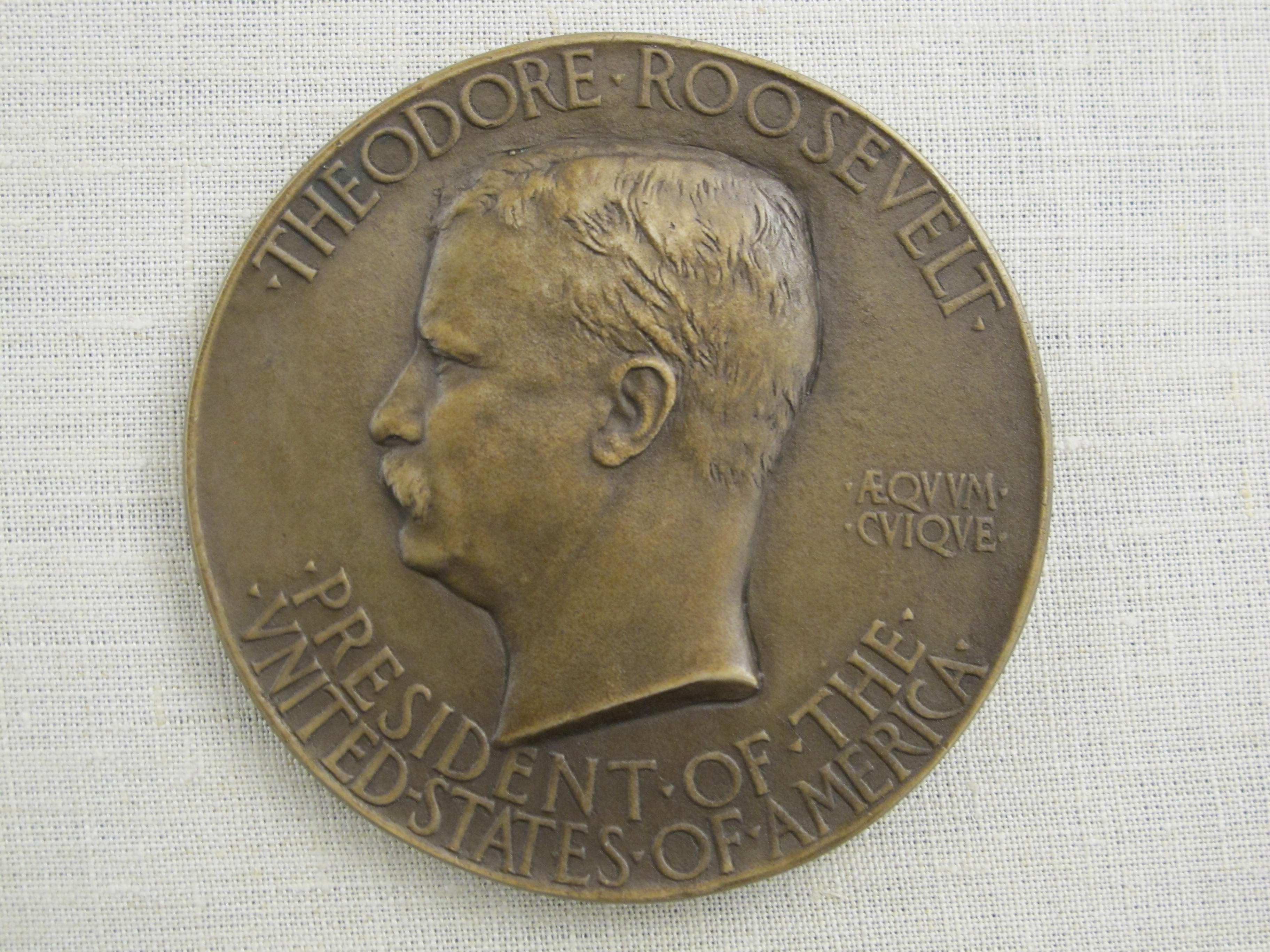
1905年，西奥多·罗斯福就职典礼上的总统奖章

从乔治·华盛顿开始，就职典礼与总统奖章的制作就有着传统的联系。与前任不同，西奥多·罗斯福在 1905年宣誓就职时，认为以前的总统奖章无法接受。作为一名艺术爱好者和古希腊高浮雕钱币的崇拜者，罗斯福想要的不仅仅是一枚简单的奖章——他想要一件艺术品。为了实现这个目标，总统聘请了美国著名雕塑家奥古斯都·圣高登斯来设计和制作他的就职奖章。圣高登斯为新当选总统创作肖像雕塑的做法至今仍用于总统奖章的创作。
1929年到1949年，官方奖章由美国铸币局铸造。1953 年，当奖章艺术公司被选中铸造艾森豪威尔总统肖像时，这种情况发生了变化。自那以后，官方奖章一直由私人铸币厂铸造。杰拉尔德·福特的临时就职典礼上也颁发了一枚奖章。